# Succesimperatief
De succesimperatief is een grammaticale constructie waarmee men de toegesproken persoon een positief verloop, zoals succes of plezier, toewenst bij een bepaalde handeling. De constructie bestaat telkens enerzijds uit een werkwoord in de imperatief en anderzijds uit het persoonlijk voornaamwoord ze. De succesimperatief is zeer gangbaar in Nederland, maar minder vertrouwd in Vlaanderen.
Het bekendste voorbeeld van deze constructie is Werk ze!, wat zoveel betekent als 'Succes met het werken', 'Een prettige/productieve werkdag gewenst' of 'Veel plezier/naarstigheid op het werk'.
Andere voorbeelden zijn:
- Eet ze! ('Smakelijk')
- Studeer ze! ('Sterkte met het studeren')
- Slaap ze! ('Welterusten')
- Dans ze! ('Veel plezier met het dansen')

## Trivia
- In de Mastermovies-video Staar Wars Episode CXXVIII (2005), een voice-over van Star Wars: Episode V: The Empire Strikes Back (1980), werd de succesimperatief door Imperial officieren gehanteerd voor onderbroekenlol. Officier 1: "Hee, Henk?" Officier 2: "Ja?" Officier 2: "Ik moet nodig schijten!" Officier 2: "Ja, schijt ze!"[2]